# Lan Saka
Lan Saka (em tailandês: อำเภอพิปูน) é um distrito da província de Nakhon Si Thammarat, no sul da Tailândia. É um dos 23 distritos que compõem a província. Sua população, de acordo com dados de 2012, era de 40 406 habitantes, e sua área territorial é de 342,90 km².
O distrito foi criado em 1958.